# Wilhelm Wallmann
Wilhelm Wallmann (* 5. Mai 1941 in Bevensen) ist ein deutscher Jurist und Politiker (CDU).

## Leben
Wallmann studierte Jura an der Philipps-Universität Marburg und wurde 1967 mit der Dissertation Einflußnahme der Exekutive auf die Justiz im 19. Jahrhundert promoviert. Er war RCDS-Vorsitzender an der Universität Marburg, Mitglied des dortigen Studentenparlaments und  Kreisvorsitzender der Jungen Union Biedenkopf.
1970 trat Wallmann in den Landesdienst des Landes Rheinland-Pfalz, Innere Verwaltung (Kreisverwaltung Bad Ems), ein. Ende 1970 wurde er persönlicher Referent des Regierungspräsidenten in Koblenz, zugleich Pressesprecher der Behörde und Leiter des Referats „Naturschutz“; nebenher war Wallmann Dozent an der Verwaltungs- und Sparkassenschule der Stadt Koblenz.
Wallmann ist seit 1966 verheiratet und Vater eines Sohnes sowie von Zwillingstöchtern.
Seine Tochter Astrid Wallmann ist hessische Landtagsabgeordnete für die CDU. Walter Wallmann ist sein verstorbener Bruder.

## Politische Laufbahn
1972 wurde er zum Bürgermeister der Verbandsgemeinde Bad Bergzabern gewählt, 1974 übernahm er in Personalunion auch das Amt des Bürgermeisters der Stadt Bad Bergzabern. In seine Amtszeit fielen u. a. der Umbau des völlig heruntergekommenen Stadtschlosses zum Verwaltungsgebäude, der Bau einer Großkläranlage sowie der Ausbau der Abwasserentsorgung. Zeitgleich war er Dozent an der Verwaltungsschule Pirmasens sowie Prüfungsvorsitzender an der Zentralen Verwaltungsfachhochschule in Rheinland-Pfalz in Mayen.
1980 wurde Wallmann zum Geschäftsführenden Direktor des Hessischen Landkreistages, Sitz Wiesbaden, gewählt; von 1981 bis 1989 war er ehrenamtlicher Beigeordneter des Landeswohlfahrtsverbandes Hessen (Kassel).
Von 1983 bis 1989 war Wallmann Bürgermeister der Landeshauptstadt Wiesbaden. Während des 99-tägigen Urlaubs des Oberbürgermeisters Achim Exner (SPD) ereignete sich 1985 der bundesweit beachtete und von Wallmann gemanagte „Hydrazin-Skandal“. Im Jahr 1987 beschloss die Stadtverordnetenversammlung das von Wallmann vorgelegte Planungskonzept für das seit Jahrzehnten gestalterisch überaus umstrittene „Dern’sche Gelände“ – dadurch wurde der Bau einer im Zentrum der Stadt gelegenen Tiefgarage (frei von oberirdischen Aufbauten) möglich.
Wallmann war u. a. Mitglied des Rechts- und Verfassungsausschusses des Deutschen Städtetages und des Auslandsausschusses der Bundesvereinigung der Kommunalen Spitzenverbände.
Er war stellvertretender Kreisvorsitzender der CDU Südliche Weinstraße, stellvertretender Kreisvorsitzender der CDU Wiesbaden, sowie Mitglied der CDU-Landesparteiausschüsse Rheinland-Pfalz und Hessen.

## Mitgliedschaften
Von 1989 bis 1996 war Wallmann Geschäftsführer des Stifterverbandes für die Deutsche Wissenschaft, Essen (Bereiche: Hessen, Rheinland-Pfalz, Saarland).
Von 1996 bis 2007 war Wallmann Geschäftsführer des Fachverbands Kartonverpackungen für flüssige Nahrungsmittel e.V. (FKN) und der ReCarton (Gesellschaft für Wertstoffgewinnung aus Getränkekartons m.b.H.), Wiesbaden. Im Jahr 1998 schuf Wallmann ein der VerpackVO gerecht werdendes  Recycling, mit der Folge, dass Bundesumweltminister Trittin dem Getränkekarton am 9. August 2000 das Prädikat „ökologisch vorteilhaft“ verlieh und damit dessen Pfandfreiheit festschrieb.
Von 1989 bis 1994 war Wallmann Vorsitzender des Vereins „Deutsche Gesellschaft zur Förderung schwarzer Gebietskörperschaften in dem südlichen Afrika“. Wallmann organisierte für südafrikanische Kommunalpolitiker Seminare sowohl in Südafrika als auch in Deutschland.
Wallmann war von 1995 bis 2012 Vorstandsvorsitzender des Bundes der Steuerzahler Rheinland-Pfalz e.V., Mainz.
Wallmann, Oberstleutnant d.R., u. a. Kriegstagebuchführer bei der 1. LL. Div. in Bruchsal, ist Träger des goldenen deutschen sowie des französischen und amerikanischen Springerabzeichens.